# Исламизам
Исламизам је заједнички назив за политичке идеологије према којима ислам није само религија, него и политички систем на коме би требало темељити законе, односно друштвено-економско уређење државе. Исламисти се залажу за повратак друштва исламским вредностима, односно увођење шеријатског права. По њима је једино друштво темељено на исламским принципима и закону решење проблема које узрокује модерни живот, укључујући друштвено и културно отуђење, односно политичку и економску експлоатацију. Исламизам није јединствена идеологија, него се манифестује кроз широк дијапазон различитих покрета и странака од радикалних и екстремистичких до умерених и демократских.
Обично се користи наизменично са терминима политички ислам или исламски фундаментализам. У академској употреби, термин исламизам не прецизира која се визија „исламског поретка” или шеријата се заговара, или како њихови заговорници намеравају да их остваре. У масовним медијима у западним земљама то се односи на групе чији је циљ успостављање шеријатске исламске државе, често са импликацијом насилних тактика и кршења људских права, и овај појам је стекао конотације политичког екстремизма. У муслиманском свету, израз има позитивне конотације међу својим заговорницима.
Различите струје исламистичке мисли укључују заговарање „револуционарне” стратегије исламизирања друштва кроз вршење државне власти, и алтернативно „реформистичку” стратегију реисламизирања друштва кроз друштвени и политички активизам. Исламисти наглашавају имплементацију шеријата (исламског закона), панисламско политичко јединство, укључујући и исламску државу, или селективно уклањање немуслимана, посебно западних војних, економских, политичких, социјалних, или културних утицаја у муслиманском свету, које они сматрају неспојивим с исламом.
Грејам Фулер се залагао за шири појам исламизма као форме политике идентитета, који укључује „подршку за [муслимански] идентитет, аутентичност, шири регионализам, ревивализам, [и] ревитализацију заједнице.” Поједини аутори сматрају да је термин „исламски активизам” синониман и пожељнији од „исламизма”, а Рашид Гануши пише да исламисти радије користе термин „исламски покрет”.
Централне и проминентне личности у исламизму двадесетог века су између осталих Хасан ал-Бана, Сајид Кутб, Абул Ала Маудуди, и Рухолах Хомеини. Већина исламистичких мислилаца наглашава мирне политичке процесе, које подржава већина савремених исламиста. Други, а посебно Сајид Кутб, позвали су на насиље, и његови следбеници се генерално сматрају исламским екстремистима, иако је Кутб осудио убијање невиних. Према Робину Рајту, исламистички покрети су „вероватно изменили Блиски исток више од било којег тренда откако су модерне државе стекле независност”, редефинирајући „политику и чак границе”. Након Арапског пролећа, неке исламистичке струје су се увелико укључиле у демократску политику, док су други створили „најагресивнију и најамбициознију исламистичку милицију” до сада, ИСИС.

## Терминологија
Термин исламизам, који је првобитно означавао религију ислама, први пут се појавио на енглеском језику као Islamismus 1696. године, а као исламизам 1712. године. Појам се појављује у одлуци Врховног суда САД-а у случају Ин Ре Рос (1891). Крајем двадесетог века, краћи и чисто арапски израз „ислам” почео је да га замењује, а 1938. године, када су оријенталистички научници довршили Енциклопедију ислама, чини се да је исламизам практично нестао из употребе у енглеском језику.
Термин „исламизам” је стекао своје савремене конотације на Француској академији крајем 1970-их и почетком 1980-их. Из француског језика, почео је да мигрира у енглески језик средином осамдесетих година, а последњих година је у великој мери потиснуо термин исламски фундаментализам у академским круговима. Нова употреба термина „исламизам” првобитно је функционисала као „маркер за научнике који су у већој мери склони симпатизирању” нових исламских покрета; међутим, како је појам стицао популарност, он је постајао специфичније повезан са политичким групама као што су Талибани или алжирска Оружана исламска група, као и са високо публикованим чиновима насиља. „Исламисти” који су се изјаснили против употребе овог појма, инсистирајући да су они само „муслимани”, укључују ајатолаха Мохамеда Хусеина Фадлалаха (1935-2010), духовног ментора Хезболаха, и Абаси Маданија (1931-), вођу алжирскиг Фронта исламског спаса.
Један чланак из 2003. године из часописа Блиски исток квартално наводи:
Укратко, термин исламизам је имао своју прву етапу, која је трајала од Волтера до Првог светског рата, током које је био синониман са исламом. Просветљени учењаци и писци су углавном преферирали мухамедизам. На крају су оба термина занемарена у корист назива ислам, арапског имена вере, и речи која нема погрдних или упоредних асоцијација. Није било потребе за било којим другим појмом, све док успон идеолошке и политичке интерпретације ислама није изазвао научнике и коментаторе да осмисле алтернативу, ради разликовања ислама као модерне идеологије од ислама као вере ... За све намере и сврхе, исламски фундаментализам и исламизам постали су синоними у савременом америчком коришћењу речи.
Веће за америчко-исламске односе је протестовало 2013. године да је Асошијетед пресова дефиниција „исламиста” - „присталица владе у складу са законима ислама [и] онај који Куран сматра политичким моделом” - постала погрдна скраћеница за „мрски муслимани”. Мансур Моадел, социолог са Универзитета источни Мичиген, критиковао је то као „лош термин”, јер „употреба термина исламиста не обухвата феномене који су прилично хетерогени”.